# Cross Lough (Killadoon) SAC
Cross Lough (Killadoon) SAC este o arie protejată (arie specială de conservare — SAC, sit de importanță comunitară — SCI) din Irlanda întinsă pe o suprafață de 56,47 ha, integral pe uscat.

## Localizare
Centrul sitului Cross Lough (Killadoon) SAC este situat la coordonatele 53°42′20″N 9°54′35″W / 53.70544°N 9.909647°V.

## Înființare
Situl Cross Lough (Killadoon) SAC a fost declarat sit de importanță comunitară în iulie 1999 pentru a proteja 3 specii de animale. Situl a fost protejat și ca arie specială de conservare în septembrie 2021.

## Biodiversitate
Situată în ecoregiunea atlantică, aria protejată conține 4 habitate naturale: Lagune de coastă, Vegetație perenă pe țărmurile stâncoase, Machair (* habitat specific irlandez), Pajiști cu Molinia pe soluri calcaroase, turboase sau argilos-nămoloase (Molinion caeruleae).
La baza desemnării sitului se află mai multe specii protejate de  păsări (3): pescăruș sur (Larus canus), pescăruș râzător (Larus ridibundus), chiră de mare (Sterna sandvicensis)
Pe lângă speciile protejate, pe teritoriul sitului au mai fost identificate 1 specie de amfibieni, 1 specie de mamifere, 1 specie de nevertebrate.